# Blanzac (Haute-Vienne)
Blanzac település Franciaországban, Haute-Vienne megyében. Lakosainak száma 479 fő (2022. január 1.). Blanzac Bellac, Droux, Peyrat-de-Bellac, Rancon, Saint-Junien-les-Combes és Saint-Ouen-sur-Gartempe községekkel határos.

## Népesség
A település népességének változása:
| Lakosok száma | 521  | 509  | 514  | 495  | 497  | 499  | 500  | 490  | 479  |
|               | 2013 | 2015 | 2016 | 2017 | 2018 | 2019 | 2020 | 2021 | 2022 |